# Хшаново (Цехановський повіт)
Хшаново (пол. Chrzanowo) — село в Польщі, у гміні Опіноґура-Ґурна Цехановського повіту Мазовецького воєводства.
Населення — 273 особи (2011).
У 1975-1998 роках село належало до Цехановського воєводства.

## Демографія
Демографічна структура станом на 31 березня 2011 року:
|          | Загалом | Допрацездатний вік | Працездатний вік | Постпрацездатний вік |
| -------- | ------- | ------------------ | ---------------- | -------------------- |
| Чоловіки | 138     | 27                 | 102              | 9                    |
| Жінки    | 135     | 27                 | 86               | 22                   |
| Разом    | 273     | 54                 | 188              | 31                   |